# Ghiacciaio Wirdnam
Il ghiacciaio Wirdnam è un ghiacciaio lungo circa 10 km situato nella regione centro-occidentale della Dipendenza di Ross, nell'Antartide orientale. Il ghiacciaio, il cui punto più alto si trova a circa 2000 m s.l.m., si trova nell'entroterra della costa di Scott e ha origine dal versante sud-occidentale della dorsale Royal Society, da cui fluisce verso ovest, scorrendo lungo il versante settentrionale del monte Lisicky, fino a unire il proprio flusso a quello del ghiacciaio Skelton.

## Storia
Il ghiacciaio Wirdnam è stato mappato da membri dello United States Geological Survey (USGS) grazie a fotografie aeree scattate dalla marina militare statunitense nel periodo 1960-62, e così battezzato nel 1963 dal Comitato consultivo dei nomi antartici in onore i K. A. C. Wirdnam, un pilota dell'aeronautica militare britannica di stanza alla stazione McMurdo nel 1960 in qualità di osservatore, che effettuò anche alcuni missioni assieme alla squadriglia statunitense di sviluppo antartico VX-6.